# 다이아진
다이아진(영어: diazine)은 분자식이 C4H4N2인 유기 화합물 군(群)이다. 각각의 다이아진들은 2개의 C-H 단편이 아이소로발(isolobal) 질소로 치환된 벤젠 고리를 가지고 있다. 다이아진에는 다음과 같이 3가지 이성질체들이 존재한다.
- 피리다진 (1,2-다이아진): 1번 탄소와 2번 탄소가 질소로 치환됨. ,
- 피리미딘 (1,3-다이아진): 1번 탄소와 3번 탄소가 질소로 치환됨.
- 피라진 (1,4-다이아진): 1번 탄소와 4번 탄소가 질소로 치환됨.

## 같이 보기
- 피리딘: 1개의 질소 원자를 가지고 있는 6원자 고리 화합물
- 트라이아진: 3개의 질소 원자를 가지고 있는 6원자 고리 화합물
- 테트라진: 4개의 질소 원자를 가지고 있는 6원자 고리 화합물
- 펜타진: 5개의 질소 원자를 가지고 있는 6원자 고리 화합물
- 헥사진: 6개의 질소 원자를 가지고 있는 6원자 고리 화합물